# FC Wil 1900
FC Wil 1900 é uma equipe suíça de futebol com sede em Wil. Disputa a segunda divisão da Suíça (Challenge League).
Seus jogos são mandados no IGP Arena, que possui capacidade para 6.900 espectadores.

## História
O FC Wil foi fundado em 1900.